# Ayelet Zurer
Ayelet Zurer (en hebreo, איילת זורר) (Tel Aviv, 28 de junio de 1969) es una actriz israelí de cine y televisión.

Zurer también ha aparecido en numerosas películas de Hollywood, como Múnich(2005), Vantage Point (2008), Ángeles y Demonios (2009), El Hombre de Acero(2013) y Ben-Hur (2016). También interpretó a Vanessa Marianna-Fisk en la serie de televisión del Universo Cinematográfico de Marvel, Daredevil (2015-2018), y en su serie de regreso, Daredevil: Renacido (2025).

## Biografía
Es una de las actrices más aclamadas en Israel, aunque a veces ha sido calificada como «la Princesa de Hielo», debido a algunos de sus papeles. En Occidente es conocida, principalmente, por su participación en las películas Múnich de Steven Spielberg y Ángeles y demonios, donde trabajó con Tom Hanks; en esta última, tuvo un papel coprotagonista interpretando el personaje de Vittoria Vetra.
Está casada con Gilad Londovski, con quien tiene un hijo llamado Liad (2005).

## Premios y reconocimientos
- Ganó el premio a Mejor Actriz tanto en el Festival de Cine de Jerusalén como en la Academia de Cine Israelí por su papel en la película israelí Las Tragedias de Nina.
- Ha sido nominada cinco veces a los premios de la Academia de Cine de su país, obteniendo el trofeo en 2003 por "Las tragedias de Nina".

## Filmografía

### Cine
- Pour Sacha (1991)
- The Revenge of Itzik Finkelstein (1993)
- Ahava Asura (1998)
- Desperado Square (2001)
- Ish HaHashmal (2003)
- Las tragedias de Nina (2003)
- Mashehu Matok (2004)
- Múnich (2005)
- Rak Klavim Ratzim Hofshi (2006)
- Snappers (2007)
- Fugitive Pieces (2007)
- Adam Resurrected (2008)
- Vantage Point (2008)
- Ángeles y demonios (2009)
- Ingenious (2009)
- The Hunt (2010)
- A Year in Mooring (2011)
- Halo 4: Forward Unto Dawn (2012)
- ¡Por fin solos! (2012)
- El hombre de acero (2013)
- The Last Knights (2014)
- The Last Days in the Desert (2015)
- Ben-Hur
- Milida

### Televisión
- Inyan Shen Zman (teleserie, 2 episodios, 1992-1993)
- Florentine (teleserie, 3 episodios, 1997-1999)
- Laila Lelo Lola (película, 2001)
- BeTipul (teleserie, 9 episodios, 2005)
- Hadar Milhama (teleserie, 1 episodio, 2005)
- Gomrot Holchot (teleserie, 2006)
- Maktub (película, 2011)
- Shtisel (2013)
- Daredevil (teleserie, 2015)
- Taken/Hostages  (serie de televisión) (principal, 10 episodios 2016)
- Losing Alice  (serie de televisión) (principal, 8 episodios 2021)
- Daredevil, Born Again (2025)